# Gone Home
Gone Home er et first-person udforsknings-computerspil udviklet og udgivet af The Fullbright Company. Gone Home blev først udgivet til Microsoft Windows, OS X og Linux-computere i august 2013, efterfulgt af konsoludgivelser til PlayStation 4 og Xbox One i januar 2016, Nintendo Switch i september 2018 og iOS i december 2018.